# 埃斯帕尔萨-德萨拉萨尔
埃斯帕尔萨-德萨拉萨尔（西班牙語：Esparza de Salazar）是西班牙纳瓦拉的一个市镇。总面积27平方公里，总人口103人（2001年），人口密度4人/平方公里。